# L'arte di insultare
L’arte di insultare (Die Kunst zu beleidigen) è un’antologia postuma di insulti e commenti polemici lasciati da Arthur Schopenhauer nei suoi scritti editi e inediti. È stata pubblicata direttamente in traduzione italiana nel 1999 dalla casa editrice Adelphi, a cura di Franco Volpi. 
Oltre a insulti in senso stretto, la raccolta contiene constatazioni polemiche e giudizi che vengono presentati dal filosofo come verità ma che risultano offensivi. I brani sono 216 e sono presentati in ordine alfabetico in base a un titolo del curatore che mette in risalto l’argomento principale. 
I brani non costituiscono una trattazione astratta dell’insulto, ma di una raccolta di osservazioni negative rivolte a molti bersagli: la società, il popolo, le istituzioni, le donne, l’amore, il sesso, il matrimonio, il genere umano, le mode, la storia.

## Il rapporto conL'arte di ottenere ragione
L'arte di insultare viene presentata dal curatore come il complemento di un'altra opera di Schopenhauer L'arte di ottenere ragione. In quest'ultima il filosofo introduce il concetto di dialettica eristica, ovvero l’arte di ottenere ragione a prescindere dalla verità o falsità dell’argomento della disputa, con ogni mezzo lecito e illecito.
Nell'Arte di ottenere ragione, elencando gli stratagemmi che hanno lo scopo di ottenere ragione in una discussione, Schopenhauer arriva all’ultimo della lista, il trentottesimo, in cui riconosce un problema nel momento in cui l’avversario risulta essere più intelligente o più abile. Al fine di non essere battuti, e quindi al fine di ottenere la ragione, in questi casi secondo il filosofo bisogna ricorrere all’insulto.
(Arthur Schopenhauer, "L'arte di ottenere ragione")
Il saggio diventa così specchio del pensiero del filosofo, secondo il quale la dialettica è un’arte a posteriori che nasce dal dibattito e dalla discussione, e che l’uomo rafforza tramite l’esercizio in quanto mosso da un istinto di sopraffazione, dalla prepotenza e dalla volontà di ottenere ragione a ogni costo.
Inoltre, l’analisi si sviluppa dall’osservazione di ciò che accade nelle dispute sia pubbliche che private, e si articola tramite l’esperienza quotidiana. Si fonda senz’altro su una visione pessimistica della lotta incessante che contrappone gli esseri umani e che si esprime in una costante volontà di sopraffazione.

## L'insulto
Schopenhauer non vedeva di buon occhio l’espediente dell’insulto, che considerava un mezzo volgare e da evitare. Descrive infatti l'insulto come:
(Arthur Schopenhauer, "Parerga und Paralipomena", "L'arte di farsi rispettare")

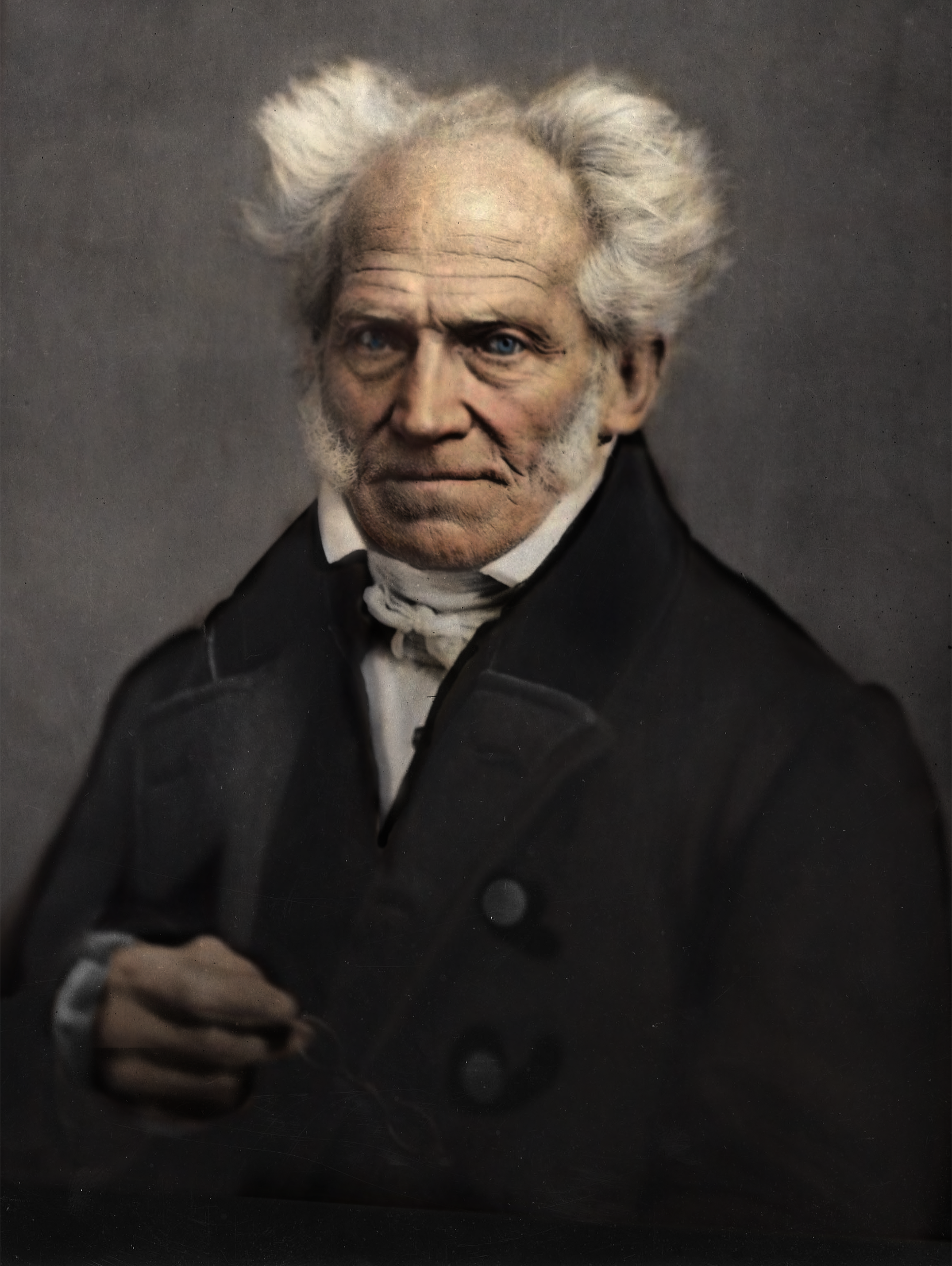
Arthur Schopenhauer

L’insulto talora è un pericolo in quanto c’è il rischio di una pericolosa escalation, e Schopenhauer la sconsiglia quando è possibile.
(Arthur Schopenhauer, "Parerga und Paralipomena")
Allo stesso tempo, l’insulto risulta essere una tecnica molto popolare in quanto, in generale, anche le personalità più impassibili, si ritrovano trascinate in circostanze che lo richiedono.

Analogamente, esso deve risultare efficace e raggiungere il suo scopo diventando oggetto di studio. Infatti spesso è associato alla mancanza di autocontrollo; in realtà grazie alle parole di Schopenhauer l'insulto diventa una vera e propria arte.

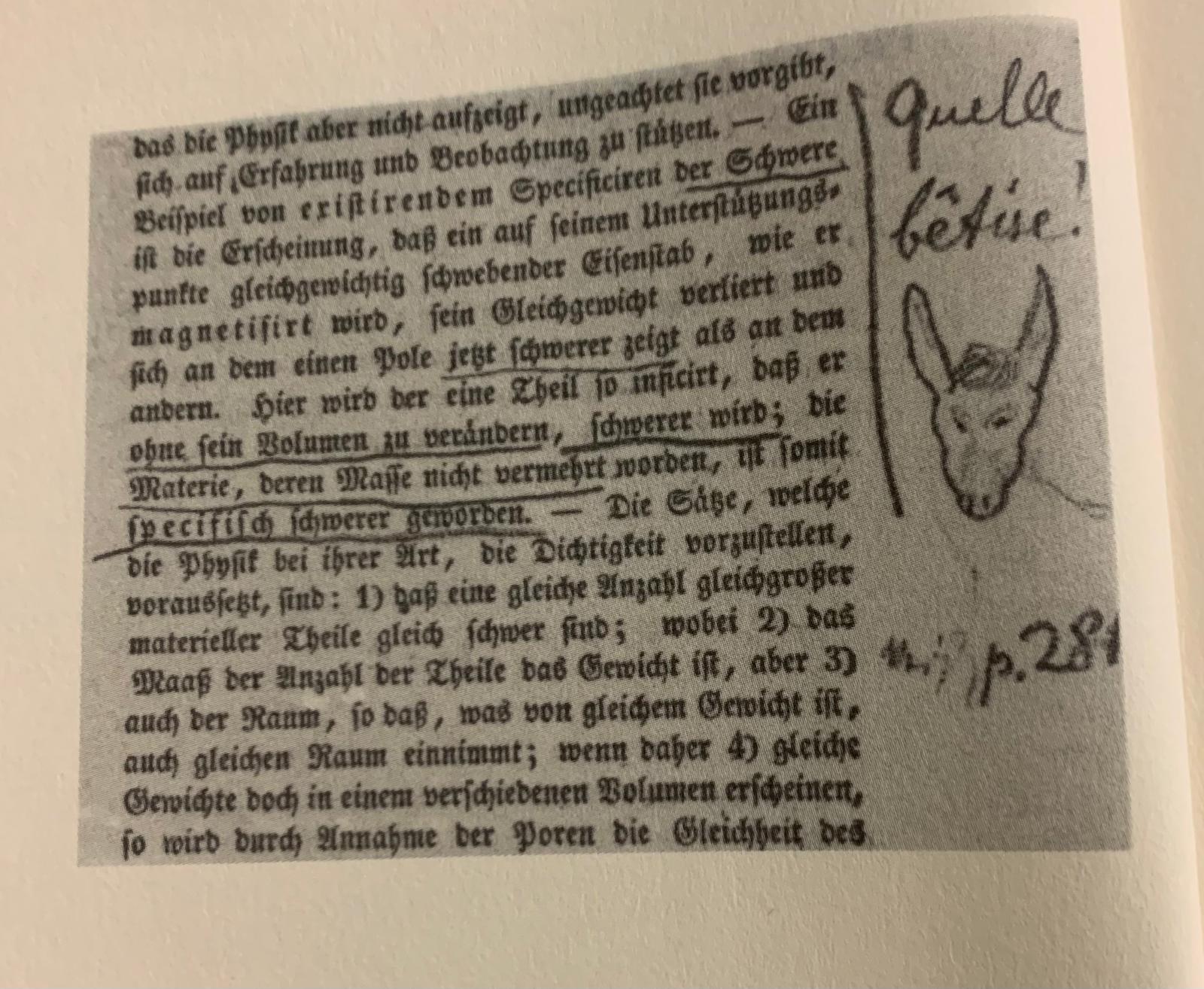
Annotazione di Arthur Schopenhauer dalla sua copia personale dellEnciclopedia delle scienze filosofiche in compendio di Hegel, par. 293

## I temi principali
La raccolta ingloba diversi temi: dai più comici, come le mode del momento, fino ad arrivare agli argomenti più tragici come la morte, lo sfruttamento, il maltrattamento degli animali.
Sono citati personaggi importanti, tra cui molti filosofi che diventano i protagonisti di insulti diretti. Tra questi Georg Wilhelm Friedrich Hegel, che riceve la maggior parte delle attenzioni di Schopenhauer. Vengono citati anche altri filosofi importanti come Gottfried Wilhelm von Leibniz, Immanuel Kant, Baruch Spinoza, Johann Gottlieb Fichte.
Vengono presi in considerazione anche i bambini, il mondo animale, la natura, la chiesa, il genere femminile, gli emarginati; ma il saggio comprende anche religioni, filosofie, suoni e numerosi concetti astratti.

## L'alfabeto di insolenze
A
- Le abbreviazioni: (studium brevitas) si taglia la coda al diavolo e si arriva al punto di scrivere Mefisto al posto di Mefistofele.
- L’abolizione del latino: la sua abolizione in favore delle letterature nazionali di spirito borghese è un disastro.
- L’abolizione della pena di morte: prima di abolire la pena di morte, si dovrebbe abolire l’omicidio.
- L’Accademia Danese: reprime la verità e soffoca il talento, dunque il contrario di ciò che promuovono le accademie.
- Gli amici: i veri amici risultano essere i nemici.
- Gli amici di casa: così chiamati perché più amici della casa che del padrone.
- L’amore: è il male. Il suo unico scopo è la durata del genere umano. Gli adolescenti che si innamorano sono come due macchine nelle mani dell’amore.
- L’amore esclusivo: si tratta di un’illusione che inganna l’uomo, convincendolo di poter essere felice esclusivamente con una sola donna.
- L’amore per i figli, materno e paterno: l’amore materno è istintivo, e cessa quando i figli non hanno bisogno di cure fisiche. L’amore paterno è di origine metafisica in quanto è basato sul riconoscimento del proprio io.
- L’amore sessuale, nell’uomo e nella donna: l’uomo tende all’incostanza, mentre la donna alla costanza, poiché il primo è sempre alla ricerca di nuove donne, mentre la seconda resta fedele ad un unico uomo.
- L’amore spirituale: Diotima insegnò la scienza dell’amore spirituale a Socrate e poi lui, tramite i suoi discepoli, la trasmise al mondo.
- L’amore in tempi di contagio: un esempio del tempo è la sifilide, che ha un effetto non solo fisico ma anche morale; ogni relazione è caratterizzata dalla sfiducia.
- L’astrologia: è un esempio di soggettivismo, in quanto gli uomini mettono in relazione le comete con gli affari terreni.
- Gli attori: una vita come la loro porta alla follia, poiché sono costretti a dimenticare sé stessi per essere continuamente qualcuno di diverso.

B
- Baader: è un filosofo insopportabile.
- La barba: è quasi una maschera, è oscena e dovrebbe essere proibita. Nello stato di natura è adatta, ma in civiltà l'uomo dovrebbe radersi. La barba dà all'uomo un aspetto brutale e lo accomuna ad un criminale.
- Le belle crudeli: una bella crudele può essere paragonata a uno specchio concavo, poiché questo brilla, incendia e consuma rimanendo freddo.
- Le biblioteche: gli scaffali delle biblioteche conservano gli errori del passato, che prima facevano rumore mentre adesso restano rigidi e pietrificati.
- Brutti e stupidi: alcuni uomini hanno un viso volgare e sono limitati nell’intelletto; dovrebbero uscire indossando una maschera.

C
- I carrettieri che schioccano con la frusta: è un rumore imperdonabile che blocca i pensieri e toglie ogni quiete. È l’assassino dei pensieri. Inoltre, è anche inutile in quanto l’effetto psichico desiderato sui cavalli, con il tempo, diventa un'abitudine e perde il suo scopo principale.
- I cartesiani, che negano la coscienza agli animali: se un cartesiano venisse aggredito da una tigre, capirebbe bene quale distinzione questa farebbe tra il suo io e il suo non-io.
- I cattedratici: il proverbio docendo disco [insegnando imparo] non è sempre vero; anzi, lo si dovrebbe correggere con semper docendo, nihil disco [insegnando sempre, nulla imparo]. Diderot non aveva torto dicendo che se i maestri capissero davvero le scienze che insegnano, non le insegnerebbero.
- La cattività inflitta agli animali: è una tendenza crudele quella dell’uomo di imprigionare e costringere animali in gabbia; come i cani, intelligenti e fedeli al loro padrone, che vengono incatenati per tutta la loro breve esistenza, oppure gli uccelli, che dovrebbero volare liberi in cielo, ma sono condannati a canticchiare di rabbia.
- La cavalleria: è basata su un intreccio di usanze rozze e ridicole, sulla superstizione. Dalle cours d’amour medioevali tipiche della Francia, fino al materialismo tedesco conosciuto per le sbornie e le razzie.
- Il centro dell’universo: ognuno fa egoisticamente di sé il centro dell’universo; l’unico universo di cui si ha coscienza lo si porta in sé come sua rappresentazione e ne diventa così il centro.
- Il chiasso: si tratta della più impertinente di tutte le interruzioni, poiché blocca i pensieri.
- I cinesi: essi sono in grado di concepire soltanto il governo monarchico, e sono estranei alla concezione della repubblica.
- Coito e gravidanza: il primo interessa l’uomo, la seconda interessa la donna.
- La commedia dell’universo: l’uomo sente la necessità di rappresentare nel mondo una commedia morale, che però alla fine si risolve nell’immoralità.
- I propri contemporanei: sono come un peso nel momento in cui si cerca di far progredire la conoscenza e l’intelligenza umana.
- Il convento, e la mia filosofia: un convento è un insieme di uomini che hanno fatto voto di povertà, castità e obbedienza.
- La coscienza come tribunale: secondo Kant ognuno di noi possiede un tribunale interno. Se tutto avvenisse dentro di noi, l’uomo sarebbe stupido ad agire contro la sua stessa coscienza.
- Il cristianesimo, per come tratta gli animali: un errore del cristianesimo è quello di aver staccato l’essere umano dal mondo degli animali al quale originariamente appartiene, dando valore esclusivamente all’uomo e considerando gli animali come cose da dominare.
- I critici letterari: credono erroneamente, con presunzione, di poter stabilire cosa è bene e cosa è male.

D
- Le “dame”: una dama si trova in uno stato di fausse position. La donna non andrebbe considerata al pari degli uomini, non meriterebbe stima e venerazione. Andrebbero educate non all’arroganza, ma alla vita domestica e alla sottomissione.
- I demagoghi: ottimisti, credono in un mondo fine a sé stesso, sede della vera felicità. Attribuiscono ogni tipo di male ai governi, e secondo loro, se questi facessero il loro dovere, vi sarebbe la pace sulla terra.
- Il desiderio sessuale: soprattutto quando questo è riferito ad una singola donna, è l’essenza dell’imbroglio; promette tanto e mantiene poco.
- La lotta con il destino: è un concetto ridicolo perché questa lotta implicherebbe combattere con un avversario invisibile ed onnipotente.
- Dio: essere il dio che ha creato questo mondo, spezzerebbe il cuore.
- Dio come persona, creatore del mondo: non esiste un uomo, una persona, che ha creato un mondo dal nulla. Leggendo le fonti del buddismo si capirebbe tutto.
- Il diritto ereditario: si dovrebbe impedire di far ottenere una proprietà guadagnata con fatica e lavoro, ad una donna, solo per diritto di ereditarietà.
- La donna in genere: la donna non è destinata a lavori pesanti, né fisici né spirituali. Sconta la sua pena con i dolori del parto, accudendo i figli, e sottomettendosi all’uomo.
- La donna da amare: un dato importante è l’età. La giovinezza senza bellezza ha fascino, mentre la bellezza senza giovinezza non ne ha alcuno.
- La donna e le sue armi naturali: essendo la donna il sesso debole, fa ricorso all’astuzia; è innata in lei l’arte di fingere, al fine di proteggersi. Utilizzerà quest’arma soprattutto negli anni di bellezza e fascino.
- Le donne e i bambini: occupano un posto intermedio tra il bambino e l’uomo; ecco perché sono adatte ad occuparsi del bambino durante l’infanzia, perché rimangono grandi bambini per tutta la vita.
- La donna e il comando: la posizione innaturale di totale indipendenza spiega l’essere destinata ad obbedire all’uomo. In gioventù è un’amante, durante la vecchiaia è un confessore.
- Le donne e il denaro: le donne vivono nella convinzione che l’uomo debba guadagnare e che loro debbano spendere.
- Le donne e la finzione: è impossibile trovare una donna che sia sincera; allo stesso modo, le donne scoprono presto la finzione altrui.
- Le donne e il giuramento: è estremamente discutibile che si possano sottoporre le donne al giuramento.
- Le donne e la giustizia: sono inferiori all’uomo nell’onesta e nella coscienziosità, dunque nella giustizia. A causa del loro debole raziocinio, tutto ciò che è concreto esercita un potere forte che la maggior parte delle volte vince.
- Le donne e l’intelligenza: l’intelligenza eccessiva e il genio hanno un effetto sfavorevole, al contrario della mancanza di intelligenza che non risulta essere un problema. Si spiega per quale motivo siano sempre gli uomini più colti ad essere interessati a donne con un carattere rozzo. Loro pensano di poterle elevare al loro rango.
- Le donne e il loro interesse: non sono capaci di un interesse oggettivo; si accontentano di un dominio indiretto. Ogni interesse è solo simulato e diventa mezzo per conquistare l’uomo.
- Le donne e la menzogna: la menzogna è vizio di natura o capriccio del momento, e nel mondo della donna questa diventa legge.
- Le donne e la loro missione: sono destinate soltanto alla propagazione del genere umano, nonostante si interessino a molto altro. Questo conferisce in loro un senso di spensieratezza che diventa la chiave della disarmonia del matrimonio.
- Le donne e la modernità: sono colpevoli di aver contribuito a creare il mondo moderno, paragonato ad un corpo malato di lebbra.
- Le donne e le loro opere: la maggior parte delle donne non è riuscita a creare qualcosa di originale, genuino, grande nelle belle arti.
- Le donne e il patrimonio: la maggior parte ha la tendenza a sperperare. Ogni patrimonio dovrebbe essere messo al sicuro da loro.
- Le donne e la politica: l’influenza delle donne in politica, come nella Francia di Luigi XIII, ha contribuito alla decadenza della corte e del governo.
- La donna e la sua posizione sociale: la falsa posizione sociale delle donne, come dame, è un male dello stato sociale.
- Le donne povere: le donne che erano povere prima di sposarsi sono piene di pretese, molto più di quelle che portano al marito una dote ricca.

E
- Gli ebrei: non dobbiamo dimenticare gli ebrei, popolo eletto da Dio.
- L’egualitarismo: l’intelletto è una grandezza intensiva; un solo individuo può opporsi a diecimila, ma diecimila imbecilli non ne fanno uno intelligente.
- La mia epoca: la mia epoca ed io siamo fatti l’uno per l’altro, ma solo uno vincerà davanti al tribunale dei posteri.
- L’ereditarietà: nessun figlio di un’oca e di un dormiglione potrà scrivere un'Iliade.
- Gli eruditi: l’erudito pure e semplice guarda al genio come si guarda alla lepre che è buona da cucinare soltanto dopo essere morta.
- L’erudizione: sembra un corazza, che rende l’uomo invincibile, ma che per i deboli diventa un peso sotto il quale soccombono.
- La nostra esistenza: l’esistenza è un episodio del nulla.

F
- La falsa fama: somiglia alle vesciche di bue con le quali un corpo rimane a galla. Queste reggono più o meno a lungo, ma pian piano si sgonfiano e il corpo inizia ad affondare.
- La fede: non si può ottenere con la forza.
- Fede e sapere: il secondo è fatto di materia dura, e quando inizia a scontrarsi con la fede, quest’ultima si spezza.
- La fedeltà coniugale: è artificiale nell’uomo, naturale nella donna.
- La felicità: è un errore innato quello di credere di esistere per essere felici; ogni soddisfazione è sempre negativa.
- La felicità nel mondo: si interroghino coloro i cui anni sono scanditi da virtù: se dicono di essere felici, mentono.
- Le ferrovie: risparmiano un’esistenza infelice ai cavalli da tiro.
- Fichte: come il pagliaccio nel teatro tedesco delle marionette, Fichte sorpassa Kant esagerando tutti i particolari e producendo una caricatura della filosofia kantiana.
- Il figlio di Fichte, il filosofo Immanuel Hermann: a Berlino era chiamato Simplicissimus.
- La filosofia, in cattedra e a congresso: una scienza che non esiste ancora, come la filosofia, sembra assurdo che possa essere affidata all’insegnamento di professori.
- La filosofia futura: chi mi vorrà superare potrà andare in larghezza, ma non in profondità.
- La filosofia come professione: la filosofia non dovrebbe essere un mestiere perché la sua elevata aspirazione non lo permette.
- La filosofia nelle università: le università non sono il luogo adatto per una filosofia seriamente intesa.
- Il francese: viene considerata una lingua classica al pari del greco e del latino; in realtà è una lingua che mutila le parole.
- I francesi: trattano in modo abominevole la lingua greca; nelle altre parti del mondo ci sono le scimmie, mentre l’Europa ha i francesi.

G
- Il gergo dei filosofi universitari: per nascondere la mancanza di veri pensieri, si usano parole lunghe e composte.
- Giacobbe: viene raccontata la sua impresa ai danni di Camor e del suo popolo, solo perché miscredenti.
- Il gioco delle carte: è l’espressione del lato miserevole dell’umanità; il gioco ha un influsso dannoso sulla morale in quanto si cerca di rubare all’altro tutto il suo denaro.
- I giochi di parole in filosofia: la dignità profetica data alla ragione deriva dal gioco di parole. Vernunft [ragione] deriva da vernehmen [appercepire], perché la ragione dona all’uomo la capacità di comprendere.
- Gioia e godimento: sono l’elemento negativo, ed eliminano l’unico elemento positivo che è il dolore.
- I giornali: sono la lancetta dei secondi nell’orologio della storia.
- I giornalisti: sono degli allarmisti: è il loro modo per essere interessanti.
- Il giudaismo, che nega i diritti degli animali: l’opinione che l’uomo non abbia doveri verso gli animali ha la sua fonte nel giudaismo.
- I giudici popolari: invece di giudici esperti siedono in tribunale sarti e calzolai; è come dare le pecore in guardia al lupo.
- La gloria: è il chiasso della vita, che a sua volta è qualcosa di ancor più menzognera dell’uomo stesso.

H
- Hegel: è uno sciupatore di carte, tempo e cervelli. Guardando dall’alto del suo castello di parole ogni scienza e filosofia, ha solo la capacità di scrivere assurdità.
- Hegel, corruttore di giovani intelletti: ha distrutto l’organo della conoscenza, e quindi l’intelletto stesso.
- Gli hegeliani: quando un hegeliano si contraddice dice: «ora il concetto è trapassato nel suo contrario».
- Lo hegelismo: una filosofia che afferma «l’essere è il nulla», è da manicomio. Inoltre, è una filosofia che manca di originalità e che incarna la parodia del realismo scolastico e dello spinozismo.

I
- L’imperativo categorico, la ragion pratica e le sue imitazioni: il proposito è quello di dimostrare come la ragione pratica e l’imperativo categorico di Kant siano sorretti da ipotesi infondate.
- L’individuo: secondo natura, l’individuo non è nulla.
- L’indogermanico: non si sa nulla della lingua degli antichi germani.
- L’inferno: sembra che il genere umano sia destinato alla tortura; è come se Dio avesse creato il mondo affinché il diavolo lo prendesse.
- Gli inglesi: questa nazione è la favorita dalla natura, ma si abbassa al di sotto di ogni altra; questo è dovuto al fatto che l’educazione dei giovani è nelle mani del clero.
- Gli innamorati: sono dei traditori; gli uomini si sforzano di soddisfare i loro bisogni per evitare il dolore in ogni sua forma.
- L’istinto sessuale: i capricci dell’istinto sessuale sono simili ai fuochi fatui.

J
- Jung-Stilling: è vergognoso che un cristiano introduca il seguente paragone : «d’un tratto lo scheletro si raggrinzì […] come avviene di un ragno se viene collocato nel fuoco di una lente ustoria».

K
- Kant: nella sua tendenza a mistificare sé stesso, Kant può essere paragonato ad un uomo che balla tutta la sera con una donna trasvestita finché quella donna si fa riconoscere come sua moglie.
- Kant e il diritto di mentire: inferire l’illegittimità della menzogna dalla facoltà di parlare propria dell’uomo è una trovata piatta e puerile.
- Il dopo Kant: al periodo dopo Kant ne è seguito un altro durante il quale i filosofi si sono sforzati di far impressione e invece di essere chiari hanno cercato di essere brillanti, e incomprensibili invece di ricercare la verità.

L
- Leibniz: alle sue dimostrazioni sofistiche secondo cui questo sarebbe il migliore dei mondi possibili si può contrapporre la prova che questo è invece il peggiore dei mondi possibili.
- La lettura: leggere significa pensare con la testa altrui invece che non la propria.
- I lettori forti: le persone che hanno passato la vita a leggere sono come coloro che hanno una conoscenza precisa di un paese solo con la descrizione dei viaggi e perciò in fondo non hanno una conoscenza coerente.
- La libertà morale: è uno dei giochi più cari dei professori di filosofia.
- I libri: chi non piangerebbe di fronte ad un catalogo di libri se pensasse che dopo dieci anni non ne rimarrà nemmeno uno?
- L’acquisto di libri: sarebbe bene comprare libri se con essi si potesse comprare anche il tempo per leggerli.
- Lutero, traduttore della Bibbia: la traduzione di Lutero appare volgare e bigotta e spesso anche sbagliata.

M
- Marco Polo e i grandi viaggiatori: si diventa famosi per ciò che si è visto e non perché si sia pensato alcunché.
- La massa: pensa poco perché le mancano il tempo e l’esercizio necessari.
- Il matrimonio: non è l’intrattenimento intellettuale, ma la generazione dei figli; è un’unione dei cuori e non dei cervelli.
- I matrimoni d’amore: sono di regola infelici; infatti provvedono alla generazione futura a spese di quella presente.
- La maturazione e le sue leggi: più una cosa è nobile e perfetta, tanto più tardi giunge alla maturità.
- La memoria: è un essere capriccioso e bizzarro, paragonabile ad una ragazza.
- La metafisica dei filosofi universitari: per i filosofi di cattedra il tema essenziale della metafisica consiste nella discussione del rapporto tra Dio e il mondo; sembra che ogni sei mesi ricevano le ultime notizie su di lui.
- La modernità: la situazione sociale dell’epoca moderna si distingue da quella dell’antichità per il principio dell’onore cavalleresco, e la sifilide.
- Moglie e figli: è meglio dire che da questi si è posseduti.
- Moleschott, il positivista: è un garzone di barbiere.
- I monaci: un monaco autentico è un essere onorevole.
- Il mondo: è una mia rappresentazione.
- Questo mondo: dovrebbe averlo fatto piuttosto un demonio, non un Dio. Il nostro è il peggiore dei mondi possibili.
- La monogamia: l’Europa è sessualmente corrotta a causa del matrimonio monogamico contro natura; non c’è ragione di discutere sulla poligamia, un fatto presente ovunque che rimane solo da regolarizzare.
- Il monoteismo: un dio unico è per sua natura un dio geloso che non tollera nessun altro dio accanto a sé.
- Monumenti eretti in vita: innalzare un monumento per qualcuno che è ancora in vita vuol dire dichiarare che non vi è da fare affidamento sulla sua posteriorità.
- La morale naturale: se rivolgiamo lo sguardo al passato ci verrà da pensare che non vi sia nessuna morale naturale, ma che essa sia un’invenzione artificiale.
- I mormoni: ciò che procura tanti convertiti alla setta dei mormoni è l’eliminazione della monogamia.
- La mosca: bisognerebbe sceglierla come simbolo dell’insolenza degli stupidi.
- Mosè: fu colui che scrisse che Dio, dopo la creazione, gettò uno sguardo su questo mondo e trovò che tutto era buono.
- Le Muse appigionate: un uomo che intende vivere nella benevolenza delle muse sembra una ragazza che vive delle attrattive della propria bellezza; entrambi patiscono di esaurimento e fanno una fine vergognosa.

N
- Il nascere: la sola felicità è quella di non nascere.
- La natura: la si potrebbe chiamare mortura.
- I nazionalisti: chi non ha nulla di cui poter essere orgoglioso si appiglia alla nazione a cui appartiene.
- I neocristiani: presi dallo spirito borghese grattano via il colore sacro di un culto di sacrificio per farne una miserabile devozione d’amore.
- Il nozionismo: questa tendenza ha per risultato che il sapere dei dotti è un cumulo di parole vuote.

O
- L’opinione altrui: in tutto si prende in considerazione, quasi prima di ogni altra cosa, l’opinione altrui; vedremo come da questa preoccupazione nascono la metà di tutte le ansie da noi provate.
- L’Oscurantismo: è un peccato contro lo spirito umano.
- Gli oscurantisti: sono visti come gente che vuole spegnere la luce per poter rubare.
- Ostriche e champagne: sono il punto culminante dell’esistenza del filisteo, che è privo di ogni bisogno spirituale.
- L’Ottimismo: il genere umano è dannato dalla natura alla miseria; anche se l’ingiustizia venisse rimossa, gli uomini si aggredirebbero l’un l’altro per noia.

P
- Il Pelagianesimo: è lo sforzo di far ritornare il cristianesimo all’ebraismo.
- I pensieri altrui: non sono altro che minestra riscaldata.
- La perfettibilità del mondo: chi è venuto al mondo per ammaestrarlo è fortunato se si salva.
- I preti: l’uomo vive una situazione miserevole, piena di incertezze, e poi ci sono i preti che con le loro rivelazioni minacciano i miscredenti;
- I professori di filosofia e me: i professori di filosofia hanno fatto di me come Luigi XIV  con suo fratello gemello.
- Il progresso: è il sogno del diciannovesimo secolo come la resurrezione dei morti era quello del decimo.
- Le prostitute: vivono una vita triste, ma sono necessarie a soddisfare i bisogni del sesso maschile.
- Il Protestantesimo: avendo eliminato il valore del celibato, ha rinunciato all’intimo nucleo del cristianesimo e quindi deve essere considerato un suo scarto.

R
- I razionalisti illuminati: una madre aveva dato da leggere ai figli le favole di Esopo. Loro le riportarono il libro dicendo che quel libro non faceva per loro, che volpi e lupi che sappiano parlare sono un'assurdità. Quei ragazzi si riconosceranno tra i futuri razionalisti illuminati.
- La razza bianca: il colore della pelle bianco non è naturale, in quanto l’uomo per natura ha la pelle nera o scura. Non esiste una razza bianca. Ogni uomo bianco è solo un uomo scolorito.
- Razza dannata: se si potessero castrare tutti i furfanti, chiudere in convento le oche senza cervello, dare un harem ad ogni uomo nobile di carattere e procurare ad ogni donna intelligente un vero uomo, allora non tarderebbe a nascere una generazione che eclisserebbe l’età di Pericle.
- I recensori anonimi: un recensore anonimo è un furfante che non vuole rispondere di ciò che comunica.
- La religione: l’umanità sta stretta nella religione come un bambino in un vestito troppo piccolo per lui.
- La religione come pretesto: occorre stare in guardia contro chi vorrebbe tirarla in ballo dappertutto.
- Le religioni: sono figlie dell’ignoranza che non sopravvivono a lungo alla loro madre.
- La repubblica dei dotti: ognuno cerca di far valere solo sé stesso per conquistare una posizione d’onore.
- La rivelazione: il fatto di esistere senza sapere da dove veniamo è tra le cose più dure della sorte umana. Chi è interessato dal sentimento di questa disgrazia prova malanimo per chi dà a intendere di avere rivelazioni al riguardo.
- Il rogo delle vedove: il fatto che i beni accumulati dal marito con il duro lavoro vengano sperperati dalla vedova è un atto rivoltante, tanto quanto l’usanza di farsi bruciare con il cadavere del marito.
- Il romanticismo: è un prodotto del cristianesimo.

S
- Sapere e curiosità, maschile e femminile: la brama di conoscere quando è diretta all’universale è detta brama di sapere, quando è diretta alla cosa singola, si chiama brama di novità. I ragazzi mostrano desiderio per il primo, le bambine per il secondo.
- I Sassoni: gli abitanti della Bassa Sassonia sono goffi, ma non maldestri; quelli dell’Alta Sassonia sono maldestri, ma non goffi.
- Schelling, filosofo della natura: sembra di assistere ai giochi di un bambino; si vede come nasconde le palline sotto al bicchiere.
- Schelling e gli schellinghiani: chi vuole dimostrare a priori ciò si può sapere solo a posteriori, tramite l’esperienza, si rende ridicolo.
- Gli schiavisti: i padroni, trafficanti di schiavi nei liberi Stati dell’America del Nord, sono diavoli in sembianze umane e di regola sono seguaci ortodossi e devoti alla Chiesa anglicana.
- Gli scrittori: si dividono in stelle cadenti, pianeti e stelle fisse. I primi producono colpi di scena momentanei. I secondi, hanno bisogno di stare vicini per brillare e poi ricevono luce in prestito. Gli ultimi, invece, non cambiano; hanno luce propria, appartengono all’universo, ma per essere visti dalla Terra richiedono molti anni di attesa.
- Gli scrittori di filosofia: la prima regola è quella di avere qualcosa da dire; eppure, molti filosofi la trascurano.
- Gli scrittori mediocri: alcuni buttano giù pensieri a pezzi e bocconi, che sembrano voler significare più di quel che esprimono. Altri, invece, presentano il loro pensiero in maniera esageratamente prolissa, quando l’idea di fondo è sciocca.
- Gli scrittori sciatti: chi scrive in modo trascurato non attribuisce un gran valore ai suoi pensieri. Tutti mettono le mani sulla lingua tedesca, che è così completamente a soqquadro.
- La scrittura e il pensiero: la penna è per il pensare quel che il bastone è per il camminare; ma il pensare è ancor più perfetto se si compie senza penna, che diventerà necessaria quando si comincia a invecchiare.
- La Sacra Scrittura: non si può sia credere che filosofare; o ci si serve della ragione o della Scrittura.
- Le nostre scuole: vedendo le numerose istituzioni dedicate all’insegnamento verrebbe da pensare che il genere umano tenga veramente a comprendere le cose; ma l’apparenza inganna.
- Il bel sesso: il sesso femminile viene considerato un bel sesso soltanto dall’intelletto maschile caratterizzato dall’istinto sessuale, in cui risiede tutta la bellezza femminile.
- Il secondo sesso: le donne sono il secondo sesso; bisogna avere riguardo per la loro debolezza, ma allo stesso tempo non bisogna venerarle.
- Il sigaro: è un surrogato dei pensieri per gli uomini limitati.
- La solidarietà femminile: esiste per natura amicizia tra le donne.
- Le spine: non v’è rosa senza spine, ma vi sono parecchie spine senza rose.
- Spinoza: l’Etica di Spinoza è una mescolanza di cose false e di cose vere, alcune degne di ammirazione, mentre altre sono meschine.
- Gli Stati Uniti: nonostante la prosperità materiale, in questo paese regnano il basso utilitarismo, l’ignoranza, la bigotteria anglicana, la rozzezza, la venerazione per le donne, e soprattutto la schiavitù.
- Lo Stato etico: l’unico fine dello Stato è quello di proteggere gli individui gli uni dagli altri e tutti insieme dai nemici esterni; alcuni filosofastri vorrebbero che si preoccupasse anche dei bisogni metafisici e che diventasse un organismo di educazione morale.
- Lo Stato e la sua origine: la necessità dello stato si fonda sull’iniquità del genere umano; senza di questa gli uomini non si preoccuperebbero dei loro diritti.
- La storia: Clio, la musa della storia, è infetta di menzogne, come una prostituta di sifilide.
- La storia della letteratura, rilegata in pelle: la storia della letteratura è il catalogo di un museo di aborti che vengono conservati in un alcol di legatura in pelle di cinghiale.
- Le storie della filosofia: si possono conoscere i filosofi solo attraverso le loro opere, in lingua originale. Nelle storie della filosofia lo spirito riceve il movimento del corso dei pensieri di un cervello comune che aggiusta le cose a modo suo.
- Lo studio del greco e del latino: lo studio del greco e del latino dal sesto al dodicesimo anno di età getta le basi per l’ottusità che accomuna la maggior parte dei dotti.
- Suoceri e suocere: i suoceri portano un terrore che impedisce innumerevoli matrimoni.

T
- I tedeschi: disprezzo totale per la nazione tedesca, e vergogna di appartenerne.
- I tedeschi, popolo metafisico: è un difetto costitutivo per i tedeschi cercare nelle nuvole quello che hanno ai loro piedi.
- I tedeschi, popolo pesante: la pesantezza è una caratteristica nei tedeschi; nel modo di agire, pensare, camminare, e in particolare nel loro stile letterario.
- Il tempo: ogni momento diventa nulla nelle nostre mani; il tempo perde ogni valore.
- La percezione del tempo, nell’uomo e nella donna: l’essere umano prende in considerazione non solo il presente, ma anche il passato e il futuro. La donna vede le cose vicine, mentre ciò che è distante agisce meno sulle donne che sugli uomini.
- La Teologia: mentre il medico e il giurista vedono l’uomo nella sua debolezza e malvagità, il teologo vede l’uomo nella sua stupidità.
- Teologia e filosofia: sono come due piatti di una bilancia: quanto più cresce la miscredenza, tanto più grande diventa il bisogno di filosofia.
- I tipografi: la polizia sanitaria dovrebbe vigilare affinché la piccolezza dei caratteri non oltrepassi un minimo, nell’interesse della vista.
- Le traduzioni: ogni traduzione rimane un’opera morta, con uno stile non naturale; oppure diventa una traduzione libera.
- Il turismo: la vita da nomadi trova il suo grado più alto nella vita da turisti. La prima è causata dalla necessità, la seconda dalla noia.
- Turisti di massa: scrivono il loro nome in luoghi che sono mete di visitatori; è un modo per lasciare una traccia sulla località che non ne ha lasciata alcuna in loro.

U
- Gli uomini: sono come orologi che vengono caricati e camminano senza sapere il perché; sono brodino con un po’ di arsenico.
- Uomini e donne: la natura divise il genere umano in due metà non esattamente uguali.
- L’uomo: per conoscere l’uomo dal punto di vista morale, si dovrebbero leggere le storie criminali e le descrizioni delle epoche anarchiche.
- L’uomo, animale egoista: l’egoismo è per sua natura infinito. Egli vuole godere di tutto e possedere tutto; poiché questo non è possibile, vuole dominare su ogni cosa.
- L’uomo, animale socievole: il bisogno di società scaturisce dalla monotonia della sua interiorità; questa spinge gli uomini gli uni verso gli altri, ma ad una distanza media che si traduce nella cortesia e nelle buone maniere.
- L’uomo e gli animali: come possono stupire l’intelligenza e la stupidaggine di un cane, altrettanto succede con il genere umano. In ogni caso, gli animali non sono prodotti di fabbrica a nostro uso e consumo.
- L’uomo, essere menzognero e carnivoro: l’unico essere menzognero in natura è l’uomo. Ogni altro essere è autentico, mentre l’uomo, a causa del suo abbigliamento, è diventato una caricatura. Allo stesso modo le sue abitudini: il tabacco, le bevande alcoliche, la pelle innaturalmente bianca, il nutrimento a base di carne. L’uomo è una macchia in mezzo alla natura.
- La speranza nell’uomo: l’egoismo dell’uomo viene descritto tramite l’iperbole: molti sarebbero capaci di uccidere una persona soltanto per ungere con il suo grasso le proprie scarpe.
- L’uomo, trappista coatto: la metà dell’umanità è fatta da trappisti involontari, la cui vita è fatta di povertà, obbedienza, privazione di tutti i piaceri.

V
- La vanità, femminile e maschile: la vanità delle donne si riversa su oggetti materiali, mentre quella degli uomini si indirizza verso privilegi non materiali, come il coraggio e l’intelligenza.
- La venerazione delle reliquie: la venerazione che la massa colta riserva al genio degenera in un culto delle reliquie; per esempio: la casa di Petrarca, la casa di Goethe, il cappello di Kant, la prigione di Tasso a Ferrara, vengono considerati con estatica attenzione da molti che non ne hanno mai letto le opere.
- La verginità come virtù: è saggezza, perché sventa le insidie della natura.
- La vita: è come una bolla di sapone, oscilla come un pendolo tra il dolore e la noia, è una continua lotta per l’esistenza con la certezza di una sconfitta finale, è un mare pieno di scogli e di vortici, è una tragedia, è un continuo inganno, è il velo che nasconde l’essere, è una severa lezione.
- La vivisezione: nessuno è autorizzato ad effettuarla. Ogni medico sembra sia autorizzato a praticare atti orribili sugli animali, quando la soluzione può essere trovata nei libri. Degli esempi sono le pratiche del professor Ludwig Fick di Marburg, e quelle del barone Ernst von Bibra.
- La volontà: l’istinto sessuale ne è il nucleo.